# 敖各窑淖
敖各窑淖也作敖格由淖尔，是一个位于中国内蒙古自治区鄂尔多斯市杭锦旗锡尼镇境内的内流鹹水湖，地处锡尼镇政府驻地（县城）东南约51.5千米处的毛乌素沙地中，湖长2.2千米，最大宽度0.6千米，平均宽0.5千米，面积1.0平方千米。主要入湖河流敖各窑高勒自北岸汇入。
在2021年公布的杭锦旗镇级、嘎查村级河（湖）长名录表中，敖各窑淖的镇级湖长为锡尼镇副镇长康强，嘎查村级湖长为扎日格嘎查党支部书记、嘎查委员会主任徐智。
在2022年公布的主要河湖管理范围中，敖各窑淖管理范围边界线长7.41千米。